# Josep Francesc de Móra i Catà
Josep Francesc de Móra i Catà   (Barcelona, 1694 - Barcelona, 1762) va ser un historiador i heraldista català.

## Biografia
Fill de Josep de Móra i Cirera i Francesca Catà i Vinyola, va estudiar retòrica, poesia, matemàtiques i filosofia a Barcelona i va completar la seva formació viatjant a les principals capitals d'Europa.
El març del 1729 va convertir-se en un dels socis fundadors de l'Acadèmia de Bones Lletres de Barcelona. i l'any 1747 va assumir el càrrec de vicepresident i director efectiu d'aquesta institució.
El 1749, el rei Lluís XV de França li va concedir el títol de marquès de Llo, població de l'Alta Cerdanya. Posteriorment, el 1752, es va convertir en títol nobiliari espanyol sota la monarquia de Ferran VI.
El 27 de gener del 1752 va aconseguir que Ferran VI aprovés els estatuts de l'Acadèmia. L'any següent, el 1753, hi va llegir un treball sobre interpretació de manuscrits, que posteriorment va ampliar amb l'obra Observaciones sobre los principios elementales de la historia, lloada per l'erudit Marcelino Menéndez Pelayo i publicada l'any 1756 en el Volum 1 de les memòries de l'Acadèmia.

## Obra
- «Observaciones sobre los principios elementales de la Historia» (en castellà). Memorias de la Real Academia de Buenas Letras de Barcelona, 1, 1756, pàg. 93–667. ISSN: 2385-4251.